# Garypoidea
Super-famille
Les Garypoidea sont une super-famille de pseudoscorpions.

## Distribution
Les espèces de cette super-famille se rencontrent en Asie, en Afrique, en Océanie, en Amérique et en Europe.

## Liste des familles
Selon Pseudoscorpions of the World (version 3.0) :
- Garypidae Simon, 1879
- Garypinidae Daday, 1888
- Geogarypidae Chamberlin, 1930
- Larcidae Harvey, 1992
- Menthidae Chamberlin, 1930
- Olpiidae Banks, 1895

## Publication originale
- Simon, 1879 : Les Ordres des Chernetes, Scorpiones et Opiliones. Les Arachnides de France, p. 1-332.